# Ik wou dat ik anders was
Ik wou dat ik anders was is een Nederlandstalige jeugdroman, geschreven door Paul Biegel en uitgegeven in 1967 bij Uitgeverij Holland in Haarlem. De eerste editie werd geïllustreerd door Babs van Wely.

## Inhoud
Het boek, geschreven voor kinderen vanaf 8 jaar, verhaalt over een klein onhandig jongetje, dat schijnbaar niets goed kan doen. Zijn grootste wens is om anders te worden, en gezien het feit dat hij dit vaak benadrukt, wordt hij Anders genoemd. Om anders te worden vraagt hij raad bij een tovenares, die hem doorverwijst naar de Grote Tovenaar. Deze verlangt echter dat Anders enkele opdrachten uitvoert, vooraleer hij hem "anders" maakt.